# Davide Grassi
Davide Grassi (Reggio nell'Emilia, 13 gennaio 1986) è un ex calciatore italiano, di ruolo difensore.

## Carriera

### Club
Cresciuto nel settore giovanile del Parma, dove ha militato per 11 anni. Ha giocato da titolare il campionato Primavera sotto la guida di mister Davide Ballardini. Solo un infortunio al ginocchio sinistro subito in allenamento per uno scontro fortuito con il compagno di squadra Daniele Bonera gli impedisce di esordire in prima squadra. Ripresosi completamente in breve tempo va a giocare in Eccellenza nel Cattolica.
Nella stagione 2006-2007 lascia il calcio italiano per approdare in Slovenia, dove gioca per un anno e colleziona 23 presenze ed un goal con la maglia del Bonifika.
Da lì si trasferisce in Spagna al Mérida per un anno, confrontandosi con il campionato di Segunda División B. Rimanendo nella stessa categoria, passa poi al Sant Andreu, squadra di proprietà di Joan Gaspart, ex presidente del Barcellona.
In scadenza di contratto nel 2009 si trasferisce in Scozia all'Aberdeen, la squadra che vide le prime vittorie nazionali ed internazionali avendo come allenatore Sir Alex Ferguson, militante nella Scottish Premier League, dove conclude una brillante stagione con 23 presenze.
Nel luglio 2010 rientra in Italia cedendo alle lusinghe del Sorrento, che disputa il campionato di Lega Pro Prima Divisione. Il 31 gennaio 2011 si trasferisce alla Triestina ma una sublussazione tibiale fa sì che non scenda mai in campo con la formazione alabardata.
Il 20 luglio 2011 firma un contratto biennale con opzione per il terzo anno con la squadra belga del Brussels dove gioca ben 35 partite da titolare e sigla 4 goal diventando il beniamino dei tifosi che lo soprannominano Braveheart.
Il 2 agosto 2012 ritorna in Scottish Premier League firmando per il Dundee dove gioca 15 partite.
Successivamente passa alla squadra cipriota dell'Arīs Limassol militante nella Divisione A cipriota.
A luglio 2014 firma per l'Osnabrück, squadra militante nella terza divisione del campionato tedesco, la 3. Fußball-Liga, per passare poi l'anno seguente in Romania, dove veste i colori del Rapid Bucarest. Dopo un'esperienza nel campionato malese nelle file del Sarawak, a luglio 2016 torna nella Divisione A cipriota tra le file del Nea Salamis.

## Statistiche

### Presenze e reti nei club
| Stagione            | Squadra            | Campionato         | Campionato | Campionato | Coppe nazionali | Coppe nazionali | Coppe nazionali | Coppe continentali | Coppe continentali | Coppe continentali | Altre coppe | Altre coppe | Altre coppe | Totale | Totale |
| Stagione            | Squadra            | Comp               | Pres       | Reti       | Comp            | Pres            | Reti            | Comp               | Pres               | Reti               | Comp        | Pres        | Reti        | Pres   | Reti   |
| ------------------- | ------------------ | ------------------ | ---------- | ---------- | --------------- | --------------- | --------------- | ------------------ | ------------------ | ------------------ | ----------- | ----------- | ----------- | ------ | ------ |
| 2004-2005           | Cattolica          | D                  | 7          | 0          | CI-D            | 0               | 0               | -                  | -                  | -                  | -           | -           | -           | 7      | 0      |
| 2005-2006           | Cattolica          | D                  | 5          | 0          | CI-D            | 0               | 0               | -                  | -                  | -                  | -           | -           | -           | 5      | 0      |
| Totale Cattolica    | Totale Cattolica   | Totale Cattolica   | 12         | 0          |                 | 0               | 0               |                    | -                  | -                  |             | -           | -           | 12     | 0      |
| 2006-2007           | Bonifika           | 2. SNL             | 23         | 1          | CS              | 0               | 0               | -                  | -                  | -                  | -           | -           | -           | 23     | 1      |
| 2007-2008           | Mérida             | SDB                | 5          | 0          | CR              | 0               | 0               | -                  | -                  | -                  | -           | -           | -           | 5      | 0      |
| 2008-gen. 2009      | Mérida             | SDB                | 4          | 0          | CR              | 1               | 0               | -                  | -                  | -                  | -           | -           | -           | 5      | 0      |
| Totale Mérida       | Totale Mérida      | Totale Mérida      | 9          | 0          |                 | 1               | 0               |                    | -                  | -                  |             | -           | -           | 10     | 0      |
| gen.-giu. 2009      | Sant Andreu        | SDB                | 1          | 0          | CR              | -               | -               | -                  | -                  | -                  | -           | -           | -           | 1      | 0      |
| 2009-2010           | Aberdeen           | SPL                | 23         | 0          | SC+CdL          | 0+1             | 0               | UEL                | 0                  | 0                  | -           | -           | -           | 24     | 0      |
| 2010-gen. 2011      | Sorrento           | 1D                 | 3          | 0          | CI+CI-LP        | 2+1             | 1+0             | -                  | -                  | -                  | -           | -           | -           | 6      | 1      |
| gen.-giu. 2011      | Triestina          | B                  | 0          | 0          | CI              | -               | -               | -                  | -                  | -                  | -           | -           | -           | 0      | 0      |
| 2011-2012           | Brussels           | D2                 | 33         | 1          | CB              | 1               | 1               | -                  | -                  | -                  | -           | -           | -           | 34     | 2      |
| 2012-2013           | Dundee             | SPL                | 11         | 0          | SC+CdL          | 1+1             | 0               | -                  | -                  | -                  | -           | -           | -           | 13     | 0      |
| 2013-2014           | Arīs Limassol      | AK                 | 23+8       | 1          | CC              | 2               | 1               | -                  | -                  | -                  | -           | -           | -           | 33     | 2      |
| 2014-2015           | Osnabrück          | DL                 | 20         | 0          | CG              | 0               | 0               | -                  | -                  | -                  | -           | -           | -           | 20     | 0      |
| ago. 2015           | Osnabrück          | DL                 | 4          | 0          | CG              | 1               | 0               | -                  | -                  | -                  | -           | -           | -           | 5      | 0      |
| Totale Osnabrück    | Totale Osnabrück   | Totale Osnabrück   | 24         | 0          |                 | 1               | 0               |                    | -                  | -                  |             | -           | -           | 25     | 0      |
| ago. 2015-gen. 2016 | Rapid Bucarest     | Liga II            | 9          | 1          | CR+CdL          | 0               | 0               | -                  | -                  | -                  | -           | -           | -           | 9      | 1      |
| 2016                | Sarawak            | SL                 | 12         | 0          | CM              | 1               | 0               | -                  | -                  | -                  | -           | -           | -           | 13     | 0      |
| 2016-2017           | Nea Salamis        | AK                 | 20+9       | 1+1        | CC              | 2               | 0               | -                  | -                  | -                  | -           | -           | -           | 31     | 2      |
| 2017-gen. 2018      | Nea Salamis        | AK                 | 13         | 1          | CC              | 0               | 0               | -                  | -                  | -                  | -           | -           | -           | 13     | 1      |
| Totale Nea Salamis  | Totale Nea Salamis | Totale Nea Salamis | 33+9       | 2+1        |                 | 2               | 0               |                    | -                  | -                  |             | -           | -           | 44     | 3      |
| gen.-giu. 2018      | Kerkyra            | SL                 | 4          | 0          | CG              | 0               | 0               | -                  | -                  | -                  | -           | -           | -           | 4      | 0      |
| 2018-2019           | Reggio Audace      | D                  | 1          | 0          | CI-D            | 0               | 0               | -                  | -                  | -                  | -           | -           | -           | 1      | 0      |
| Totale carriera     | Totale carriera    | Totale carriera    | 238        | 7          |                 | 14              | 3               |                    | -                  | -                  |             | -           | -           | 252    | 10     |